# Steven De Vuyst
Steven De Vuyst (Gent, 13 april 1987) is een Belgisch marxistisch politicus voor PVDA. 

## Onderwijs
De Vuyst volgde middelbaar onderwijs aan Sint-Laurens in Zelzate en studeerde daarna geschiedenis en internationale politiek aan de Universiteit Gent. Hij werkte als leerkracht geschiedenis in het middelbaar onderwijs en werd administratief bediende bij Geneeskunde voor het Volk. Ook werd syndicaal actief bij de socialistische vakcentrale ACOD. Van 2017 tot 2019 was hij parlementair medewerker voor PVDA-Kamerlid Raoul Hedebouw.
Sinds 2013 is hij gemeenteraadslid van Zelzate. Na de gemeenteraadsverkiezingen van 14 oktober 2018, waarbij PVDA 22,8 procent van de stemmen en 6 zetels behaalde, werd een coalitie gevormd met sp.a – de eerste keer dat PVDA meebestuurde in een gemeentebestuur. De Vuyst werd begin 2019 schepen voor onder meer jeugd, wonen en klimaat. De Vuyst werd in opvolging van Geert Asman lijsttrekker bij de gemeenteraadsverkiezingen van 13 oktober 2024. Na deze verkiezingen werd de coalitie tussen Vooruit en PVDA niet hernieuwd, waardoor De Vuyst begin januari 2025 als gemeenteraadslid op de oppositiebanken belandde.
In mei 2014 stond Steven De Vuyst als eerste opvolger op de Kamerlijst van PVDA+. De partij haalde de kiesdrempel niet en bijgevolg werd hij niet verkozen.
Bij de federale verkiezingen van 26 mei 2019 werd hij als Oost-Vlaamse lijsttrekker verkozen in de Kamer van volksvertegenwoordigers. Hij besloot zijn parlementair mandaat te cumuleren met zijn schepenambt. De Vuyst koos ervoor zich na deze ambtstermijn toe te leggen op Zelzate. Robin Tonniau volgde hem op als lijsttrekker bij de federale verkiezingen van 9 juni 2024, en werd verkozen, terwijl De Vuyst als eerste opvolger op de lijst stond. De Vuyst nam zijn uittredingsvergoeding niet op.